# 細裸吻魚
細裸吻魚（学名：Psilorhynchus nudithoracicus）為輻鰭魚綱鯉形目裸吻魚科的一個種，分布於亞洲孟加拉、印度、尼泊爾的恆河及雅魯藏布江流域，體長可達5公分，棲息在沙石底質的淺水域，屬底棲性。